# Jacopo della Quercia
Jacopo della Quercia (n. 1374, Quercegrossa⁠(d), Castelnuovo Berardenga, Toscana, Italia – d. 20 octombrie 1438, Siena, Republica Siena⁠(d)) a fost un sculptor italian din perioada Renașterii.
Prin stilul și locul său artistic a aparținut Școlii sieneze, fiind unul din reprezentanții iluștrii ai Renașterii timpurii.